# 세계 우주 주간
세계 우주 주간(World Space Week, WSW)은 UN이 1999년부터 매년 10월 4일에서 10일까지 과학과 기술의 성과를 기념하며 개최해온 행사로, 이 기간은 우주 탐사와 관련된 두 가지 중요한 사건을 기념한다.
- 1957년 10월 4일: 인류 최초의 인공위성 '스푸트니크 1호' 발사, 우주 탐사의 시작
- 1967년 10월 10일: 우주 공간의 평화적 이용을 규정하는 ‘우주 조약’ 체결

세계 우주 주간은 전 세계의 우주 기관, 항공우주 기업, 학교, 천문대, 박물관 등이 참여하여 진행하는 우주 교육 및 홍보 행사로, 글로벌 규모로 동시에 개최된다. 지난해 WSW 2023에는 83개국에서 16,000개 이상의 행사가 진행되었다.
1. ↑  “worldspaceweek”. 《worldspaceweek》.